# 디피카 쿠마리
디피카 쿠마리(힌디어: दीपिका कुमारी, 1994년 6월 13일~)는 인도의 양궁 선수이다. 올림픽에 총 4회 참가했으며, 2014년 인도상공회의소가 선정한 올해의 스포츠인상을 수상하였다. 2021년 7월에 세계 랭킹 1위에 올랐다.

## 개인사
2020년 6월 양궁 선수인 아타누 다스와 결혼했으며 2023년 1월 딸인 베디카를 낳았다.